# Come il Serpente Nero divenne velenoso
Come il Serpente Nero divenne velenoso è un racconto che appartiene alle leggende aborigene.

## Trama
I protagonisti della leggenda sono i goanna, rettili che a quel tempo erano giganti, predatori, velenosi ed incutevano terrore presso i viaggiatori solitari che venivano facilmente catturati e mangiati, ed il serpente nero non velenoso che ebbe il coraggio di proporsi per progettare un piano di annientamento del goanna nel tentativo di renderlo innocuo. Il serpente nero (Ouyouboolooey) riesce ad avvicinarsi al goanna (Mungoongali) e a stringere una amicizia che gli consente di vivere per un po' assieme a lui. Grazie a questo piano il serpente nero ruba la sacca del goanna contenente il terribile veleno e scappa via annunciando a tutto il mondo animale e umano la riuscita della sua impresa. Ecco come mai i goanna sono rettili innocui mentre il serpente nero è diventato possessore di un temibile veleno che ogni tanto usa per attaccare la vittima.